# Megaselia amplicornis
Megaselia amplicornis är en tvåvingeart som beskrevs av Borgmeier 1964. Megaselia amplicornis ingår i släktet Megaselia och familjen puckelflugor. Inga underarter finns listade i Catalogue of Life.